# Mexicana de Aviación

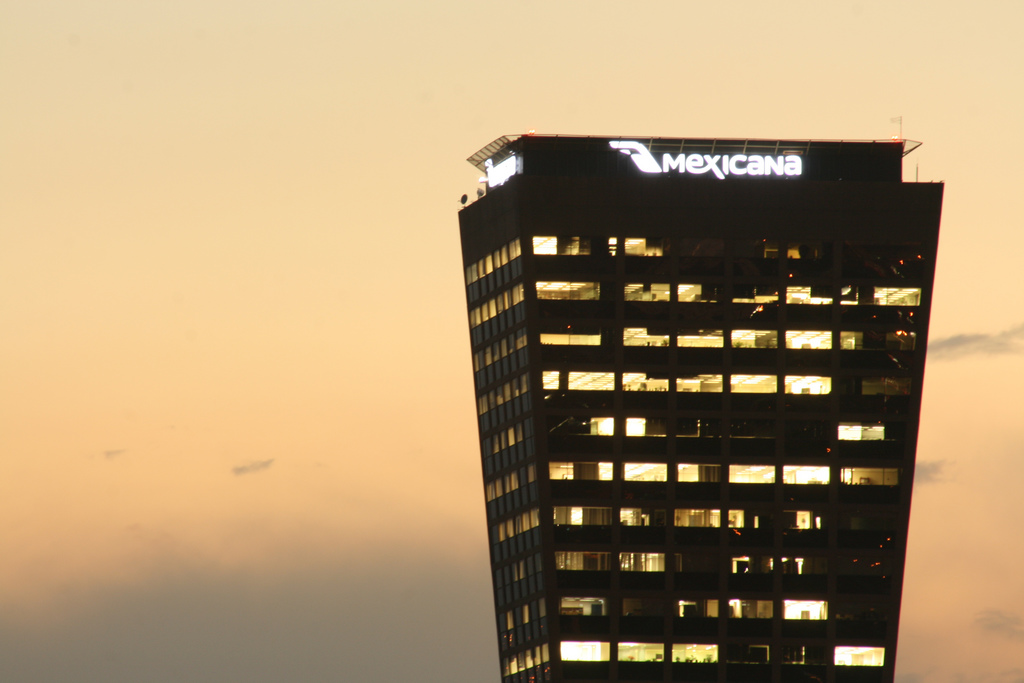
Edifício sede da Mexicana.

Compañía Mexicana de Aviación (conhecida popularmente como Mexicana) foi uma companhia aérea do México, que em concordata conduzia o transporte internacional do México, e a sua sede estava situada na Cidade do México. Ela operava voos domésticos e voos internacionais para a América do Norte, América Central, Caribe e América do Sul. Sua base principal estava localizada no Aeroporto Internacional da Cidade do México, possuindo empresas no Aeroporto Internacional de Cancún e no Aeroporto Internacional Don Hidalgo y Costilla em Guadalajara.
Era principal concorrente da Aeroméxico, apesar de ambas as companhias terem sido unidas por mais de uma década. Era, quando faliu, a quarta companhia aérea mais antiga do mundo, atrás da holandesa KLM, da colombiana Avianca e a australiana Qantas.

## História
O nome Mexicana foi estabelecido no dia 12 de Julho de 1921, pelos americanos residindo no México L.A Winshiop e Harry J. Lawson, quando foi concedido à Compañía Mexicana de Transpotación Aérea S.A a rota da Cidade do México para Tampico pelo governo mexicano. O propósito era transportar o salário dos trabalhadores para os campos de petróleo próximos de Tampico. Em 2010, Mexicana declarou falência e deixou de voar para sempre em 28 de agosto de 2010.

## Frota

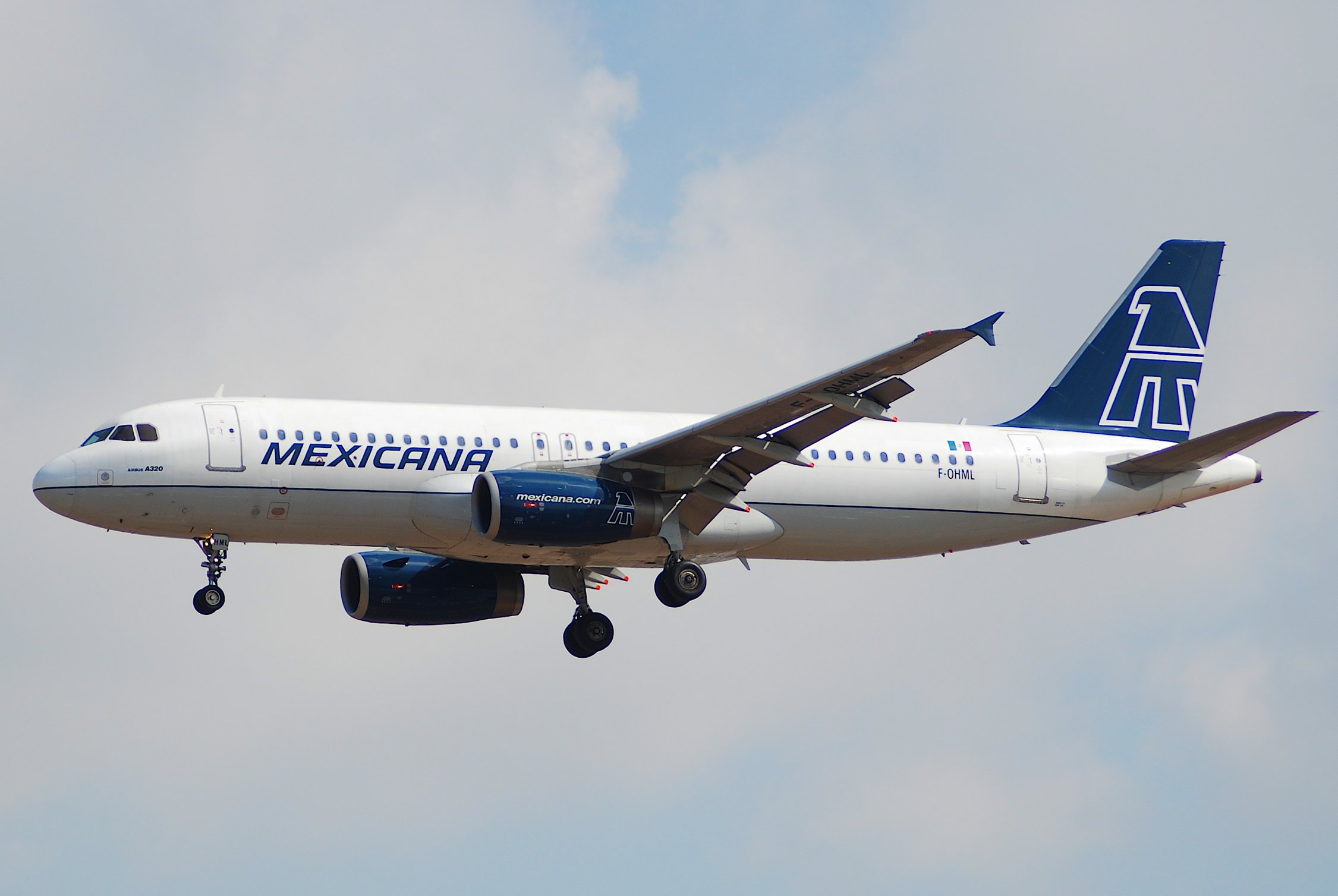
Airbus A320 da Mexicana de Aviacíon.

Em 2010.
- 10 Airbus A318
- 25 Airbus A319
- 26 Airbus A320
- 2 Airbus A330
- 2 Boeing 767-200ER
- 3 Boeing 767-300ER